# Eli Suissa
El rabino Eli Suissa (Marruecos, 1956) es un expolítico israelí que estuvo al frente de varias carteras ministeriales durante la década de 1990 y principios del 2000

## Biografía
Nacido en Marruecos en 1956, la familia de Suissa emigró a Israel más tarde ese año. Estudió en una Yeshivá y fue ordenado como rabino.
A pesar de no ser miembro de la Knéset fue nombrado ministro del interior por Benjamin Netanyahu en junio de 1996. El 7 de agosto fue nombrado ministro de asuntos religiosos, pero solo lo fue por cinco días hasta que Netanyahu asumió su función actual. En septiembre de 1998 Suissa asumió el cargo de ministro de asuntos religiosos de nuevo, la cartera cambió de manos 6 veces en 3 años.
En las elecciones de 1999 fue elegido en la Knéset en la lista del Shas, y fue designado ministro de infraestructura nacional. En marzo de 2001, cuando Ariel Sharón ganó las elecciones se convirtió en el ministro de Asuntos de Jerusalén.
Sirvió como ministro hasta las elecciones de 2003. Él perdió su asiento y lugar en el gabinete tras estas elecciones.
- Datos: Q2907072
- Multimedia: Eli Suissa / Q2907072